# Station Harrietsham
Harrietsham is een spoorwegstation van National Rail in Harrietsham, Maidstone in Engeland. Het station is eigendom van Network Rail en wordt beheerd door Southeastern. Het station is geopend in 1884.